# Amvrosij (Zertis-Kamenskij)
Amvrosij (světským jménem: Andrej Stěpanovič Zertis-Kamenskij; 28. října 1708, Nižyn – 27. září 1771, Moskva) byl moldavský duchovní Ruské pravoslavné církve a arcibiskup moskevský.

## Život
Narodil se 28. října 1708 v Nižynu do moldavské šlechtické rodiny. Poté co brzy ztratil otce, zůstal v péči svého strýce z matčiny strany, starce Kyjevskopečerské lávry Vladimira Kamenského, jehož příjmení později přijal.
Studoval na Kyjevské duchovní akademii a roku 1739 přijal mnišský postřih. Stal se učitelem Alexandro-Něvského duchovního semináře a roku 1742 jeho prefektem. Dne 5. dubna 1748 byl jmenován představeným Novojeruzalémského monastýru v Istře a členem Nejsvětějšího synodu. Dne 17. listopadu 1753 přijal biskupskou chirotonii na biskupa pereslavského a dmitrovského.
Od roku 1761 působil jako biskup sarský a podonský. O tři roky později byl povýšen na arcibiskupa. Dne 18. ledna 1868 jej carevna Kateřina II. Veliká jmenovala arcibiskupem moskevským a pověřila ho obnovou tří moskevských chrámů: chrámu Zesnutí přesvaté Bohorodice, chrámu Zvěstování a Archandělského chrámu.
Podílel se na odstranění morové epidemie v Moskvě v roce 1771. Zemřel tragickou smrtí 27. září 1771 v Donském monastýru, během Morového povstání v Moskvě, kdy byl zabit zuřícím davem. Důvodem bylo odstranění Bogoljubské ikony Matky Boží, o které dav věřil že léčí mor. Dne 28. září byli vrazi anathémizováni a pověšeni. Na příkaz Grigorije Grigorjeviče Orlova bylo tělo arcibiskupa pohřbeno v Donském monastýru.